# Docalidia wardi
Docalidia wardi är en insektsart som beskrevs av Nielson 1979. Docalidia wardi ingår i släktet Docalidia och familjen dvärgstritar. Inga underarter finns listade i Catalogue of Life.